# Ducato di Baviera-Monaco
Il ducato di Baviera-Monaco (in tedesco: Teilherzogtum Bayern-München) fu uno stato del Sacro Romano Impero, esistito tra il 1392 e il 1505.

## Storia
La creazione del ducato fu conseguenza della morte di Stefano II, duca di Baviera-Landshut, avvenuta il 13 maggio 1375.

### La spartizione del 1392
Poiché il casato di Wittelsbach non applicava il principio della primogenitura salica alle proprie questioni ereditarie, gli eredi maschi del defunto duca si trovarono a dover dividere equamente i possedimenti dinastici (il ducato di Baviera-Landshut) in parti eguali. In un primo tempo i tre figli di Stefano II, Stefano III, Federico e Giovanni II, governarono congiuntamente l'eredità paterna, ma successivamente, nel 1392, si accordarono per dividerne il territorio in parti eguali (Terza spartizione della Baviera):
- a Stefano III andò la Baviera-Ingolstadt;
- a Federico rimase la Baviera-Landshut;
- a Giovanni II fu concessa la Baviera-Monaco.

La Baviera-Monaco, dunque, si configurava come un Teilherzogtum facente legalmente parte del più grande ducato di Baviera.
Successivamente, nel 1429, a seguito della morte di Giovanni III, duca di Baviera-Straubing, e della conseguente estinzione di quel ramo della casa di Wittelsbach, il duca Ernesto ne incamerò i feudi e il relativo titolo ducale.

### La spartizione di Sigismondo di Baviera
Alla morte di Alberto III, avvenuta il 29 febbraio 1460, i figli maschi del defunto duca, Giovanni IV e Sigismondo, si trovarono nuovamente nella condizione di dover scegliere se governare congiuntamente la Baviera-Monaco o se invece dividerla in due differenti entità statali. Fino al maggio del 1467 i due fratelli gestirono assieme l'amministrazione del ducato; successivamente Sigismondo decise di ritagliarsi un proprio stato autonomo con capitale Dachau, il ducato di Baviera-Dachau.
Dal momento che Sigismondo non ebbe figli, alla sua morte (1º febbraio 1501), i suoi domini vennero riaggregati alla Baviera-Monaco.

### La guerra di successione di Landshut e la riunificazione della Baviera
Il 1º dicembre 1503 morì l'ultimo duca di Baviera-Landshut, Giorgio il Ricco. Non avendo avuto eredi maschi, il ducato sarebbe dovuto passare al cugino Alberto IV, succeduto a Giovanni IV e fratello di quest'ultimo: eredi di Giorgio, invece, furono designati sua figlia Elisabetta e il di lei marito Roberto del Palatinato. Questo atto fu la causa dello scoppio della cosiddetta guerra di successione di Landshut. Il 30 luglio 1505, al termine del conflitto, un arbitrato dell'imperatore Massimiliano I, presentato alla dieta di Colonia, decretò la spartizione della Baviera-Landshut tra:
- l'arciducato d'Austria, che inglobò le città di Kufstein, Kitzbühel e Rattenberg;
- la Libera città imperiale di Norimberga, che ottenne la giurisdizione sui villaggi di Lauf, Hersbruck e Altdorf;
- il ducato del Palatinato-Neuburg, creato appositamente per i giovanissimi nipoti del duca Giorgio il Ricco, e composto principalmente da piccoli feudi senza continuità territoriale di quella che era stata la parte settentrionale del vecchio ducato;
- la Baviera-Monaco, che si annetté la gran parte della scomparsa Baviera-Landshut e ne ereditò il titolo.

Alberto IV, quindi, fu il primo Wittelsbach a ricondurre l'intera Baviera sotto l'autorià di un unico duca dai tempi della prima spartizione della Baviera, avvenuta nel 1255 tra gli eredi di Ottone II, che avevano diviso l'originale ducato in Alta e Bassa Baviera. I figli di Alberto IV, Guglielmo IV e Ludovico X, e i loro successori dopo di loro, regnarono con il solo titolo di duchi di Baviera, nel quale quello di Baviera-Monaco era stato assorbito.

## Duchi di Baviera-Monaco
| Immagine | Nome          | Data di nascita  | Duca dal         | Duca fino al      | Data di morte     | Note |
| -------- | ------------- | ---------------- | ---------------- | ----------------- | ----------------- | --- |
|          | Giovanni II   | 1341             | 13 maggio 1375   | 14 luglio 1397    | 14 luglio 1397    | Terzogenito di Stefano II. Governò il ducato insieme ai fratelli Stefano III e Federico; dopo la spartizione del 1392 governò da solo. |
|          | Ernesto       | 1373             | 14 luglio 1397   | 2 luglio 1438     | 2 luglio 1438     | Primogenito del precedente. Regnò insieme al fratello Guglielmo III fino alla morte di questi, successivamente governò da solo. Nel 1429 ereditò il titolo ducale di Baviera-Straubing.                                                                   |
|          | Guglielmo III | 1375             | 14 luglio 1397   | 12 settembre 1435 | 12 settembre 1435 | Fratello del precedente. |
|          | Alberto III   | 27 marzo 1401    | 2 luglio 1438    | 29 febbraio 1460  | 29 febbraio 1460  | Primogenito di Ernesto. Detto il Pio. |
|          | Giovanni IV   | 4 ottobre 1437   | 29 febbraio 1460 | 18 novembre 1463  | 18 novembre 1463  | Primogenito del precedente. Regnò con il fratello Sigismondo. Detto il Veritiero. |
|          | Sigismondo    | 26 luglio 1439   | 29 febbraio 1460 | settembre 1467    | 1º febbraio 1501  | Terzogenito di Alberto III. Regnò con il fratello Giovanni IV fino alla morte di questi, successivamente insieme al fratello Alberto IV. Nel 1467 divenne duca di Baviera-Dachau.                                                                         |
|          | Alberto IV    | 15 dicembre 1447 | 18 novembre 1463 | 18 marzo 1508     | 18 marzo 1508     | Sestogenito di Alberto III. Regnò con il fratello Sigismondo fino all'investitura di questi a duca di Baviera-Dachau. Alla conclusione della guerra di successione di Landshut, nel 1505, ereditò il titolo di duca di Baviera-Landshut. Detto il Saggio. |